# Espacio Simón I. Patiño
El Espacio Simón I. Patiño (ESIP) es una ONG ubicada en la zona de Sopocachi en la ciudad de La Paz.

## Historia
Inició sus funciones en La Paz el 14 de septiembre de 1984 en la avenida 16 de Julio, El Prado, al lado del edificio Alameda. Posteriormente, se trasladó a la calle Juan de la Riva y, aproximadamente en 1993, volvió al Prado, a la planta baja del citado edificio Alameda. En esas primeras ubicaciones, el ESIP contaba simplemente con una oficina y una sala de exposiciones reducida. La capacidad de actividades en ese entonces era de una exposición al mes, con una conferencia o una presentación de libro. En sus primeros tiempos, la programación cultural del espacio estaba a cargo de la Dirección del Centro Pedagógico y Cultural Simón I. Patiño de Cochabamba, pero posteriormente el ESIP se convirtió en un centro autónomo con dirección propia.
En 1996, la Fundación Simón I. Patiño inauguró su instalación actual, en el edificio Guayaquil No 2503 del barrio de Sopocachi.El 28 de septiembre de 2001 se creó el Centro de Documentación en Artes y Literaturas Latinoamericanas (CEDOAL), el 29 de enero de 2003 se inauguró el Café del Cómic, que luego se transformó en el actual Centro del Cómic (C+C Espacio). Desde el 2 de enero de 2008 funciona el Centro de Acción Pedagógica (CAP) y el 1 de octubre de 2013 se inauguró el C-Musical, área que  originariamente se llamó Archivo Fonográfico del CEDOAL.
Actualmente, el Espacio Patiño construye de un nuevo edificio ubicado en la avenida Ecuador de Sopocachi, el cual centrará las áreas con las que cuenta.

## Áreas
- Exposiciones e Investigaciones
- Centros de Información y Documentación
- Centro de Acción Pedagógica CAP
- Centro del Cómic C+C Espacio